# Campionato brasiliano di hockey su pista
Il campionato brasiliano di hockey su pista è il torneo istituito ed organizzato dalla Federazione di pattinaggio del Brasile.
I vincitori di tale torneo si fregiano del titolo di campioni del Brasile. Dall'origine a tutto il 2025 si sono tenute 48 edizioni del torneo.
La squadra che vanta il maggior numero di campionati vinti è il Sertãozinho Hóquei Clube con 20 titoli.

## Albo d'oro
| Edizione    | Vincitore              |
| ----------- | ---------------------- |
| 1972        | Regatas Santista       |
| 1973        | Edizione non disputata |
| 1974        | Regatas Santista       |
| 1975 - 1977 | Edizioni non disputate |
| 1978        | Palmeiras              |
| 1979        | Edizione non disputata |
| 1980        | Clube Português        |
| 1981        | Clube Português        |
| 1982        | Portuguesa             |
| 1983        | Internacional          |
| 1984        | Internacional          |
| 1985        | Sertãozinho            |
| 1986        | Sertãozinho            |
| 1987        | Sertãozinho            |
| 1988        | Smar                   |
| 1989        | Sertãozinho            |
| 1990        | Sertãozinho            |
| 1991        | Sertãozinho            |
| 1992        | Sertãozinho            |
| 1993        | Sertãozinho            |

| Edizione | Vincitore       |
| -------- | --------------- |
| 1994     | Palmeiras       |
| 1995     | Sertãozinho     |
| 1996     | Sertãozinho     |
| 1997     | Recife          |
| 1998     | Clube Português |
| 1999     | Sertãozinho     |
| 2000     | Clube Português |
| 2001     | Sertãozinho     |
| 2002     | Corrêas         |
| 2003     | Sertãozinho     |
| 2004     | Sertãozinho     |
| 2005     | Sertãozinho     |
| 2006     | Sertãozinho     |
| 2007     | Sertãozinho     |
| 2008     | Sertãozinho     |
| 2009     | Sertãozinho     |
| 2010     | Recife          |
| 2011     | Corrêas         |
| 2012     | Sertãozinho     |
| 2013     | Recife          |

| Edizione | Vincitore  |
| -------- | ---------- |
| 2014     | Recife     |
| 2015     | Mogiana    |
| 2016     | Mogiana    |
| 2017     | Portuguesa |
| 2018     | Recife     |

### Riepilogo vittorie per squadra
| Numero | Club             | Anni |
| ------ | ---------------- | --- |
| 20     | Sertãozinho      | 1985, 1986, 1987, 1989, 1990, 1991, 1992, 1993, 1995, 1996, 1999, 2001, 2003, 2004, 2005, 2006, 2007, 2008, 2009, 2012 |
| 6      | Recife           | 1997, 2010, 2013, 2014, 2017, 2018                                                                                     |
| 4      | Clube Português  | 1980, 1981, 1998, 2000                                                                                                 |
| 2      | Regatas Santista | 1972, 1974 |
| 2      | Internacional    | 1983, 1984 |
| 2      | Palmeiras        | 1978, 1994 |
| 2      | Corrêas          | 2002, 2011 |
| 2      | Mogiana          | 2015, 2016 |
| 1      | Portuguesa       | 1982 |
| 1      | Smar             | 1988 |